# 三浦リカ
三浦 リカ（みうら りか、1958年11月15日 - ）は、日本の女優。本名は、早島 康代。旧姓は、三浦 康代。夫は俳優の堤大二郎。姉は女優の三浦真弓 。
出生地は岩手県下閉伊郡岩泉町。東京都立代々木高等学校卒業。天路プロ、グループ71に所属していた。

## 人物
幼少時に埼玉県に転居する。
モデルのアルバイトで信用金庫のCMに出演した後、高校在学中の1974年に、キリンビール（後にキリンビバレッジに移る）の商品・キリンレモンの4代目CMイメージガールに選ばれ、芸能界デビュー。1975年から女優として本格的に活動を開始する。
1976年、上村一夫の劇画を映画化した『サチコの幸』 (日活）では、ヒロインのサチコを演じた。
テレビドラマ『水戸黄門』では、最多出演のゲスト女優である。ゲスト出演が多い理由について「貧しい娘役が似合うと思われたのではないか」と述べている。
初の大役はよみうりテレビ木曜ドラマ『時雨の記』（山本富士子主演、1979年1月18日 - 4月5日）で、原作にはないわがままなお嬢さん役を演じた。同年5～6月にはNHK銀河テレビ小説『人の気も知らないで』に主演している。
航空特殊無線技士、ダイビング（PADIアドバンスド）、一級小型船舶操縦士などの多彩な資格を持つ。

## 出演

### テレビドラマ
- 大河ドラマ「元禄太平記」（1975年、NHK総合） - 初音
- 鎌倉はるなつ（1975年、CX）
- 遠山の金さん 第1シリーズ（1975年 - 1976年、NET / 東映） - お初役　※杉良太郎版
- 影同心II 第17話「一殺多生の大相撲」（1976年、MBS / 東映） - おしの
- 刑事物語・星空に撃て! 第18話「花の高校生応援団殺人事件」（1976年、CX）
- 痛快! 河内山宗俊 第11話「男が泣いたわらべ唄」（1975年、CX / 勝プロ）
- Gメン'75（TBS / 東映）
  - 第70話「ルンペン・銀行襲撃事件」（1976年） - みゆき
  - 第152話「女だけの通夜」（1978年） - 坂東葉子
  - 第346話「幽霊に殺された私」（1982年） - 亀山みどり
  - 第353話「白衣の天使連続殺人事件」（1982年） - 今井和代
- 結婚するまで（1976年、TBS）
- 姉妹（少年ドラマシリーズ）（1976年、NHK総合）
- 夜明けの刑事 第105話「あたし幸せになれますか?」（1977年、TBS / 大映テレビ）
- 江戸の旋風II 第51話「十手魂の対決」（1977年、フジテレビ / 東宝）
- ジグザグブルース（1977年、ANB / 東映）
- 必殺シリーズ（ABC / 松竹）
  - 新・必殺仕置人 第19話「元締無用」（1977年）- おしん
  - 必殺仕事人 第15話「その仕事の依頼引き受けるのか?」（1979年） - おかよ
  - 新・必殺仕事人 第50話「主水金魚の世話する」（1982年）- おまき
- 水戸黄門（TBS / C.A.L）
  - 第8部 第5話「秘密を握られた男・清水」（1977年8月15日） - お玉
  - 第9部 第15話「名工二代輪島塗り・輪島」（1978年11月13日） - はつ
  - 第10部
    - 第6話「天下の怪盗光右衛門・駿府」（1979年9月17日） - お咲
    - 第16話「母恋し鈴鹿馬子唄・大津」（1979年11月26日） - おさよ

  - 第11部 第9話「隠密津軽凧・弘前」（1980年10月13日） - お妙
  - 第12部
    - 第2話「頑固くらべで悪退治・八王子」（1981年9月7日） - おたえ
    - 第17話「備前緋襷兄弟茶碗・岡山」（1981年12月21日） - お咲

  - 第13部 第19話「萩焼き頑固くらべ・萩」（1983年2月21日） - お稲
  - 第14部
    - 第17話「天下無敵の女棋士・天童」（1984年2月20日） - お千代
    - 第26話「湯けむり格さん子守唄・山中」（1984年4月23日） - 千佳

  - 第15部
    - 第23話「鬼庄屋にされた黄門様・篠山」（1985年7月1日） - お雪
    - 第32話「中馬を狙った野盗の罠・松本」（1985年9月2日） - おりえ

  - 第16部
    - 第20話「九谷焼に賭けた兄弟愛・大聖寺」（1986年9月8日） - 梅千代
    - 第36話「めざす敵は瓜二つ・白河」（1986年12月29日） - おゆう

  - 第17部 第12話「銃に群がる悪い奴・堺」（1987年11月16日） - おいと
  - 第18部
    - 第23話「夢芝居!? 八兵衛の若旦那・京」（1989年2月20日） - おその
    - 第31話「邪剣砕いた献上刀・鎌倉」（1989年4月17日） - おさき

  - 第19部 第20話「姫が暴いた悪企み・高山」（1990年2月12日） - お縫
  - 第20部
    - 第15話「女度胸の玄海節・小倉」（1991年2月18日） - お袖
    - 第40話「津軽馬鹿塗り情け塗り・弘前」（1991年8月12日） - お園

  - 第21部 第10話「嫁のこころ姑しらず・日田」（1992年6月8日） - 志乃役
  - 第22部
    - 第3話「天下の嶮の幽霊騒動・箱根」（1993年5月31日） - お由紀
    - 第35話「飛脚競べで悪を討つ・宇都宮」（1994年1月17日） - おなみ

  - 第23部 第5話「涙でついた母の嘘・追分」（1994年8月29日） - お島役
  - 第24部
    - 第9話「母を慕う馬子唄哀し・徳島」（1995年11月13日） - 八重乃
    - 第33話「涙でついた父の嘘・仙台」（1996年5月13日） - 荻乃

  - 第25部 第29話「狙われた庄内小町・酒田」（1997年7月14日） - お登勢
  - 第26部 第26話「幸せ運んだ世直し旅・足利」（1998年8月17日） - おりえ
  - 第27部 第14話「母と逢わせた観音様・大館」（1999年6月21日） - おりく
  - 第30部 第16話「浪花の恋の夢芝居・大坂」（2002年4月29日） - 清川
  - 第32部 第3話「おらが蕎麦は日本一・小諸」（2003年8月11日） - おその
  - 第33部 第3話「亭主オロオロ女の決闘・有松」（2004年4月26日） - お袖
  - 第35部 第8話「仰天! 化け猫の仇討ち・佐賀」（2005年11月28日） - きよ
  - ナショナル劇場50周年記念特別企画スペシャル（2006年3月13日） - およし
  - 第37部 第8話「嘘泣き父子の二人旅・久保田」（2007年5月28日） - お清
  - 第39部 第18話「金では買えぬ母の愛!・岩国」（2009年2月23日） - お春
- 白い荒野 第6話「許せない! 退学処分」（1977年、TBS）
- 特捜最前線（ANB / 東映）
  - 第28話「恐喝 にせ女子大生日記」（1977年） - 吉田ミキ
  - 第47話「射殺魔・20歳のメモリー!」（1978年） - 早川ユミ
  - 第183話「未熟児を棄てた女!」（1980年） - 佐藤純子
  - 第191話「ジングルベルを聴く婦警!」（1980年） - 今井百子
  - 第499話・第500話「退職刑事船村」（1987年） - 船村香子
- 大江戸捜査網（12ch / 三船プロ）
  - 第305話「十手に賭けた同心悲哀」（1977年） - 加代
  - 第403話「怪奇 生きていた死美人」（1979年） - おこま / おとし（二役）
  - 第446話「故郷偲ぶ薄幸の女」（1980年） - およう
  - 第480話「謎を呼ぶ傀儡人形」（1981年） - おゆき
  - 第494話「海鳴りの里に泣く遊女」（1981年） - おいち
  - 第519話「つつもたせの娘」（1981年） - お葉
  - 第593話「女を狩る通り魔・陶酔の宴」（1983年） - おきよ
- 気まぐれ本格派 第15話「男だったらやってみろ」（1978年、日本テレビ / ユニオン映画） - 小野あけみ
- 大岡越前（TBS / C.A.L）
  - 第5部 第23話「裁けなかった恋の道」（1978年7月10日） - お久
  - 第6部
    - 第3話「意地つ張り三方一両損」（1982年3月22日） - お若
    - 第8話「過去に泣いた母ふたり」（1982年4月26日） - おしほ

  - 第7部 第13話「目撃者はお高祖頭巾の女」（1983年7月18日） - おしの
  - 第8部 第12話「情は人の為ならず」（1984年9月10日） - お喜代
  - 第9部 第15話「姉恋し手鎖道中」（1986年2月3日） - お良
  - 第10部 第1話、第2話「匂い袋に隠された殺意」（1988年2月29日、3月7日） - くに
  - 第11部 第3話「薬袋に黒い罠」（1990年5月7日） - お咲
  - 第12部 第15話「裏切り女房の偽証言」（1992年1月27日） - お葉
  - 第13部 第5話「冤罪晴らす情けの十手」（1992年12月14日） - お咲
  - 第14部 第14話「母が溺れた受験戦争」（1996年9月16日） - 小夜
  - 第15部 第14話「小さな出会い」（1998年12月14日） - お七
- スパイダーマン（1978年 - 1979年、東京12ch） - 佐久間ひとみ
- 桃太郎侍（日本テレビ / 東映）
  - 第88話「コロリと八ッ手と鬼の面」（1978年） - 香川綾
  - 第255話「お化け長屋のご隠居さん」（1981年） - お里
- 疾風同心（1978年 - 1979年、東京12ch / C.A.L）
- 風鈴捕物帳 第5話「友情に命を賭けて」（1978年、ANB / 東映）
- 銀河テレビ小説（NHK総合）
  - わかれ道（1978年）
  - 人の気も知らないで（1979年）
  - 旅びと（1983年）
  - 純情長良川（1984年） - 和美
- 時雨の記（1979年、よみうりテレビ）
- 柳生一族の陰謀 （1979年、KTV / 東映） - 中宮和子
- 陽はまた昇る (1979年のテレビドラマ) 第8話「望郷の海」（1979年、フジテレビ）
- バトルフィーバーJ 第14話「美女と野獣の結婚」（1979年、ANB / 東映） - 水沢久美子
- 鉄道公安官 第6話「若い日、旅立ち」（1979年、ANB / 東映）
- 探偵物語 第11話「鎖の街」（1979年、NTV） - 平良しずよ
- 暴れん坊将軍シリーズ（ANB / 東映）
  - 吉宗評判記 暴れん坊将軍
    - 第81話「姿なき勇士たち」（1979年） - まき
    - 第160話「春を待たずに散った花」（1981年） - およう
    - 第191話「泣き笑い 河内人情ど根性」（1982年） - お照

  - 暴れん坊将軍II
    - 第29話「かしまし姉妹の盗み酒!」（1983年） - たよ
    - 第54話「恐れ多くも婿殿は上様!」（1984年） - お波
    - 第107話「吉宗 狩り場の標的に起つ!」（1985年） - おふじ
    - 第142話「捨て子の父は辰五郎!?」（1986年） - おちさ
    - 第170話「コソ泥入門! かあちゃんが欲しい」（1986年） - おすみ

  - 暴れん坊将軍III
    - 第10話「逆転! 必死の王手飛車取り」（1988年） - お民
    - 第57話「左源太愛に死す!」（1989年） - 綾
    - 第91話「地獄を見たかオウムちゃん」（1989年） - お秋
    - 第124話「流転笠、江戸のつむじ風!」（1990年） - おてる（おみつ）

  - 暴れん坊将軍IV
    - 第2話「いざ成敗、天下を狙う大泥棒」（1991年） - 蔦江
    - 第65話「さらば! 悪名の男」（1992年） - お京

  - 暴れん坊将軍VI
    - 第7話「虹をつかんだ女」（1994年） - お政

  - 暴れん坊将軍IX
    - 第14話「どんどん好きになっていく! 将軍に惚れた女」（1999年） - 君竜
- 新婚プラス1（1979年、KTV） - 佐知子
- 火曜劇場 「愛しい女」（1980年、日本テレビ）
- 日曜劇場 朝の台所（1980年、TBS）
- 悪党狩り 第19話「大江戸恨み節」(1980年、12ch / 松竹) - お春
- 服部半蔵 影の軍団 第24話「戦慄! 処女のいけにえ」（1980年、KTV / 東映） - 千歳
- 噂の刑事トミーとマツ（TBS / 大映テレビ）
  - 第1シリーズ 第48話「マツもびっくり! 山びこ変身」（1980年） - さち
  - 第2シリーズ 第5話「トミマツの阿波踊り! 爆弾魔のふざけた命令」（1982年） - 矢沢涼子
- 江戸の牙 第24話「栄光なにするものぞ」（1980年、テレビ朝日 / 三船プロ）
- 土曜ワイド劇場（ANB）
  - 松本清張の地の骨（1980年）
  - 八甲田山殺人暮色 若妻はなぜ襲われたか?（1991年） - 中泉美佐子
- 雪姫隠密道中記 第16話「もっこ担いで悪退治・名古屋」（1980年、MBS / S.H.P） - お妙
- 木曜ゴールデンドラマ（よみうりテレビ）
  - 生きるなり（1980年）
  - 華麗なる訪問者（1980年）
  - 松本清張の喪失 （1983年） - 田代幸江
- ザ・ハングマンシリーズ（ABC / 松竹芸能）
  - ザ・ハングマン 燃える事件簿 第4話「辱められたキャンバス」（1980年） - 河原ゆみ
  - ザ・ハングマンII 第2話「女王がなめた苦い水」（1982年） - 川瀬典子
  - ザ・ハングマン4 第14話「疑惑の新妻殺人犯に自白させる!」（1984年） - 魚住清子
  - ザ・ハングマンV 第4話「ポルノ女優殺しで玉の輿に乗る!」（1986年） - 佐野京子
- 江戸の用心棒 第24話「老中誘拐さる」（1981年、CX / 東宝） - はる
- 気になる天使たち 第11話「翔んだ日曜日」（1981年、CX）
- 西部警察（ANB / 石原プロ）
  - 西部警察 第85話「男の償い」（1981年） - 北村ケイコ役
  - 西部警察 PART-III 第32話「杜の都・激震!!宮城・前編」、第33話「仙台爆破計画・宮城・後編」（1983年） - 相原杏子役
- 江戸を斬る（TBS / C.A.L）
  - 江戸を斬るVI 第22話「小鈴に誓った恋三味線」（1981年） - お久
  - 江戸を斬るVII 第9話「幼い脅迫者 」（1987年） - おみね
  - 江戸を斬るVIII 第23話「凶賊が探す女の謎」（1994年） - おしま
- 佐武と市捕物控（1981年、CX）
- 先生は一年生（1981年 - 1982年 NTV-）　- 卒業生の寿子
- お命頂戴! 第9話「女ひとり涙の墓標」（1981年、テレビ東京 / 歌舞伎座テレビ）
- 秘密のデカちゃん 第26話（1981年、大映テレビ / TBS） - 松原なつえ
- 長七郎天下ご免! （ANB）
  - 第24話「酒がかたきの極楽とんぼ」（1980年） - おとし
  - 第50話「殉死!悲しき武士道」（1980年） - くめ
  - 第77話「三万両の焦熱地獄」（1981年） - おあき
  - 第95話「愛ふたたび 江戸のはぐれ鳥」（1981年）- お袖
- 文吾捕物帳 第25話「嘘は涙かため息か」（1982年、テレビ朝日 / 三船プロ）
- 女かけこみ寺（ポーラテレビ小説） （1982年 TBS） - 大和屋ちひろ
- 立花登 青春手控え 第9話「男の約束」（1982年、NHK総合）
- 斬り捨て御免! 第3シリーズ 第4話「女豹の牙と百万石の大陰謀」（1982年、テレビ東京 / 歌舞伎座テレビ） - 小夜
- 十六文からす堂1 江戸占い謎を斬る～奉行毒殺事件の証言～（1982年 CX / 三船プロ）
- 銭形平次 第798話「御宿しもだや殺人事件」（1982年、CX / 東映）
- Gメン'82 第6話「サラ金に来た雨合羽の男」（1982年、TBS/ 近藤照男プロ）
- 遠山の金さん（テレビ朝日 / 東映）※高橋英樹版
  - 第1シリーズ 第35話「浮世風呂からくり殺人!」（1982年）
  - 第1シリーズ 第96話「妖剣秘話・裏切られた女!」（1984年）
  - 第1シリーズ 第156話「魔女にされたおむすび屋お春!」（1985年） -　お春
  - 第2シリーズ 第16話「肝っ玉一代女!」（1986年）- おひょう
- 婦警さんは魔女 第6話「死にたい! 今晩の罰はチカンに色魔」（1983年、TBS / 大映テレビ） - るみこ
- 源九郎旅日記 葵の暴れん坊 最終話「はばたけ! あの雲の彼方へ!」（1983年、テレビ朝日 / 東映） - お加代
- 松平右近事件帳 第45話「暦女に死神が憑く」（1983年、NTV / ユニオン映画） - おまさ
- 新松平右近 第5話「花嫁売ります」（1983年、 NTV / ユニオン映画） - おいと
- ザ・スキャンダル 女子大生と老教授 謎の四日間（月曜ワイド劇場）（1983年、ANB） - 海野雪子
- 女のたたかい （1983年、MBS）
- 右門捕物帖 第31話「盗人宿の女」（1983年、NTV / ユニオン映画） - お銀
- 火曜サスペンス劇場 （NTV）
  - 狂った信号・人妻の連続殺人事件! それは狂気か復讐か?（1984年） - 能子
  - 空白の実験室（1986年） - 田島知子
  - 監察医・室生亜季子シリーズ（1986年 - 1994年） - 立花よう子（看護婦）役（第1作-第8作、第10作、第12作、第14作、第16作-第18作）
- 暴力中学I・ある教師の詩（木曜ゴールデンドラマ）（1984年、YTV）
- 長七郎江戸日記（NTV / ユニオン映画）
  - 第1シリーズ 第24話「活鯛献上始末記」（1984年） -　やえ
  - 第1シリーズ 第42話「大江戸哀歌」（1984年） - お袖
  - 第1シリーズ 第50話「お礼参り」（1985年） - おみね
  - 第1シリーズ 第87話「夫婦（めおと）せんべい」（1986年） - お美代
  - 第1シリーズ 第89話「母と子の子守唄」（1986年） - お菊
  - 第1シリーズ 第113話「山から来た女」（1986年） - お勝
  - 第2シリーズ 第2話「意気に感ず」（1988年） - お町
  - 第2シリーズ 第26話「蛍火」（1988年） - 菊枝
  - 第2シリーズ 第61話「長寿のご利益」（1989年） - お峰
  - 第3シリーズ 第1話「将軍が消えた」（1990年） - 敷島
  - 第3シリーズ 第13話「兄妹芝居涙の花道（1991年） - およし
- 暴れ九庵 第11話「愛して殺して!」（1984年、KTV / 東宝） - おさよ
- 私鉄沿線97分署（ANB / 国際放映）
  - 第6話「もう一度ハッピネス」（1984年） - 木内のりこ
  - 第86話「サギ師の好きなお葬式!?」（1986年） - 佐藤理恵子
- 赤い秘密（1985年、TBS / 東映）　- 男女カップルの女
- 時をかける少女（月曜ドラマランド）（1985年、CX）
- 影の軍団幕末編 第10話「逃がし屋は鬼の棲み家」（1985年、KTV / 東映）
- しのぶ（1985年 THK）
- 西村京太郎トラベルミステリー「寝台急行“銀河”殺人事件」（1986年、ANB / 東映）
- 誇りの報酬 第22話「狂乱の拳銃」（1986年、NTV / 東宝） - 川辺の恋人
- 未婚の母でごめんね（ドラマ女の手記）（1986年、TX）
- 銭形平次 第19話「惚れた一念」（1987年、NTV）
- 若大将天下ご免! 第11話「片想い酔いどれ弁慶!」（1987年、ANB / 東映） - 鈴江
- 三匹が斬る! シリーズ
  - 三匹が斬る! 第7話「勇み肌、男はご法度女人里」（1987年） - おりえ
  - 新・三匹が斬る! 第15話「妖怪のカッパ退治は美女と道づれ」（1992年） - お絹
  - 痛快・三匹が斬る! 第5話「赦免花、佐渡に横たう欲の川」（1995年、ANB）
- NEWジャングル 第17話「同期生」（1988年、NTV / 東宝） - 石田美奈子
- 隠密・奥の細道 第1話「水戸光圀を殺せ! 」（1988年、TX / Gカンパニー）
- 翔んでる!平賀源内 第8話「湯けむり幽霊騒動」（1989年、TBS）
- 名奉行 遠山の金さん 第2シリーズ 第24話「さらば金さん、打ち首獄門!?」（1989年、ANB / 東映） - お美代
- 八百八町夢日記（NTV / ユニオン映画）
  - 第1シリーズ 年末SP「一千両の大勝負」（1989年）- お菊
  - 第2シリーズ 第9話「子を思う闇」（1991年） - おらん
  - 第2シリーズ 第14話「うたかたの晴れ着」（1992年） - お政
- お江戸捕物日記 照姫七変化 第12話「琴の爪が死を招く」（1990年、CX / 東映）
- 銭形平次 北大路欣也版（CX / 東映）
  - 第1シリーズ 第2話「茶室の殺人」（1991年）
  - 第2シリーズ 第3話「家元の死」（1992年） - おこま
  - 第4シリーズ 第15話「刑場の花嫁」（1994年） - おいそ
- 美人コンパニオン殺し（土曜ワイド劇場）（1991年、ANB） - 沢田夏子役
- 女無宿人 半身のお紺 第3話「お紺まいります」（1991年、TX / C.A.L）
- 徳川無頼帳 第13話「千姫乱心、情けあり!」（1992年、TX）
- 裏刑事 第10話「目撃者殺し! 女弁護士に黒い影」（1992年 ABC / 松竹芸能）
- あばれ八州御用旅（TX / ユニオン映画）
  - 第3シリーズ 第9話「年増殺し 最後の賭け」（1992年） - おそで
  - 第4シリーズ 第9話「消えた八千両 悲しい女の夢芝居」（1994年） - おこん(偽おさわ)
- 闇を斬る!大江戸犯科帳 第12話「鬼の棲む島夢の島」（1993年、NTV） - お久
- 月曜ドラマスペシャル 「下町の熱血弁護士」（1993年、TBS/BAP）
- はぐれ刑事純情派 （ANB / 東映）
  - 第6シリーズ 第8話「妻をもっと愛したい！犯罪を予知した女」（1993年） ‐ 藤岡恭子
  - 第9シリーズ 第7話「放火致死!? 特殊関係人の女」（1996年）
  - 第11シリーズ 第12話「里見刑事結婚す! 不倫アリバイの女」（1998年）
  - 第12シリーズ 第11話「謎の投身自殺!? 夫の退職金を盗んだ女!」（1999年） - 乾静江
  - 第13シリーズ 第12話「学級崩壊殺人!? 里見刑事の息子が犯人？」（2000年） ‐ 佐々木邦江
  - 第14シリーズ 第5話「署長の秘密!? 一度死んだ女」（2001年） ‐ 小峰倫子
  - 第15シリーズ 第1話「伊勢志摩、真珠の海に消えたふたりの女 瞼の母は殺人犯!?」（2002年） ‐ 栗原真理子
- 江戸の用心棒 第25話「身代り清三郎、鬼になる!」（1995年、NTV） - お弓
- 氷炎 死んでもいい（1997年、THK / CX系）
- 空への手紙（愛の劇場）（1999年、TBS）
- 金曜エンタテイメント（フジテレビ）
  - 山村美紗サスペンス京都女優シリーズ「京都・呪いの十二単衣殺人事件」（2000年） - 南条ユリ
- レッド（2001年　THK / CX系昼ドラマ）
- 弁護士・高林鮎子 やまびこ6号・十和田湖に泣く女（火曜サスペンス劇場）（2002年、NTV / 東映） - 清水真木子役
- 終着駅シリーズ 砂漠の駅（土曜ワイド劇場）（2003年、EX / 東映） - 女将

### 映画
- サチコの幸 （1976年 日活）
- スパイダーマン （1978年 東映）

### 舞台
- 大岡越前
- 喜劇 浮き世長屋は春爛漫
- 三木のり平奮闘公演「落語長屋殺人事件 与太郎どっきり八景」
- 友情～秋桜のバラード〜Friendship（2008年9月、銀座博品館劇場）
- 里見浩太朗特別公演「新撰組余聞 花かんざし」（2005年7月、明治座）
- 無縁坂の女